# 金銀花 (漫画)
『金銀花』（きんぎんか）は岸裕子による日本の漫画作品、及びそれを含む作品集。表題作は『ハロウィン』（朝日ソノラマ）1987年4月号と5月号に掲載された。

## あらすじ
沢渡安彦と靖子の兄妹は双子のきょうだいのようにそっくりな容貌であった。靖子は家庭教師である雪入葉一に想いを寄せているが、安彦は葉一のことを女たらしでホモとして嫌っていた。
晴れて葉一と婚約することができた靖子の婚約披露パーティーに招待された親友の承子は、そこで病床に伏せる安彦と出会う。パーティーにおける靖子の美しさを語った承子に、それは靖子ではない、自分は靖子に一週間会っていない、きっと葉一に殺されたに違いないと語る。驚いた承子は、その直後、葉一と沢渡兄妹の義母である国子との情事の現場であった。衝撃を受けた承子が飛び込んだ部屋で、何か飲み物を飲もうと冷蔵庫を開けたところ、中から靖子の死体が現れた。そのまま気絶した承子が意識を取り戻すと、そこには葉一と靖子がいて、心配そうに承子を見守っていた。

## 登場人物
今村承子（いまむら しょうこ）
物語の視点人物。私立紅蘭学園高等部の生徒。16歳。靖子の兄の安彦に憧れている。
沢渡靖子（さわたり やすこ）
国会議員沢渡彦三の娘。承子のルームメート。16歳。家庭教師である葉一にアタックし、結ばれて晴れて婚約する。身長167センチメートル。
沢渡安彦（さわたり やすひこ）
国会議員沢渡彦三の息子。靖子の兄で1つ年上の17歳。成績優秀で、女子にもてるが、妹からは恋愛に興味の持てない不感症扱いされている。妹の家庭教師である葉一のことを嫌っている。
雪入葉一（ゆきいり よういち）
靖子の家庭教師。安彦・靖子のいとこでイケメン。両親の遺産で暮らせる身分でありながら、サラリーマンをしている。沢渡彦三の後妻、国子とも関係を持たされている。
沢渡国子（さわたり くにこ）
国会議員沢渡彦三の後妻。水商売あがりで、安彦・靖子の実母の没後3年目にして再婚した。あることで葉一を脅している。
郁夫（いくお）
安彦と瓜二つの少年。安彦と異なり、仕草が粗暴。

## 同時収録作品

### 月下美人
『ハロウィン』1987年増刊『ミステリーハロウィン』に掲載。
十岐凉子（とき りょうこ）は、昔の恋人である東宮司（とうみや つかさ）と15年ぶりに再会し、姪の奈津子（なつこ）の家庭教師を依頼される。奈津子は父親の事故死以後、心を閉ざし、自身の醜貌を気に病み、登校拒否を起こし、仮面をつけて人目を避けて暮らしてきていた。
司は奈津子の父である兄に、独占欲と嫉妬が原因で顔に十字の傷をつけられ、そのことが原因で凉子と別れることになった。奈津子は叔父である司のことを慕っており、そのことが悲劇を生む結果となる。

### 青の戦慄
『ひとみコミックコレクション』1986年12月25日号に掲載。
アーウィンは婚約者のリヴィと結婚することになり、弟マーリの住む別荘に向かっていた。その時からリヴィの耳元には何者とも知れぬ呪いの言葉が聞こえるようになった。実はマーリは全盲であったが、なぜかアーウィンが選んだリヴィの容姿や服装、キスマークなどについて感じ取ることができていた。その夜、寝室で眠っていたリヴィを見つめるかのように、壁に二つの瞳が浮かんでおり、何者かの声に導かれるかのように、リヴィは寝室の窓を開け、飛び降りさせられそうになった。間一髪、アーウィンに助けられるが、同じ時、目を覚ましたマーリは自分の見た悪夢に恐怖し、涙していた。

### ゼウスの翼
『デジール』1985年10月25日号に掲載。
ユーリは恋人のパムと交際していたが、その情事の最中に母親に襲われる悪夢を見る。母親に紹介して欲しい、というパムの言葉に、別れを切り出すユーリ。その時、未亡人であるユーリの母親マデリーンが現れ、交際相手で、亡き夫の友人であるレイモンドを紹介する。対抗するかのようにユーリはパムのことを「恋人」として紹介するが、その耳元にマデリーンは、自分のおなかの中には胎児がいることを告げる。

## 書誌情報
- 『金銀花』サンコミックスストロベリーシリーズ（朝日ソノラマ）1988年12月30日発行
  - 収録作品：「金銀花」・「月下美人」・「青の旋律」・「ゼウスの翼」

## 参考
- 横溝正史の金田一耕助シリーズに、これと似通ったトリックを用いた作品がある。